# Коржовка (Брянська область)
Коржовка (рос. Коржовка) — присілок в Унецькому районі Брянської області Російської Федерації.
Населення становить 128 осіб. Входить до складу муніципального утворення Унецьке міське поселення.

## Історія
Населений пункт розташований на території українського етнічного та культурного краю Стародубщина.
Від 2005 року входить до складу муніципального утворення Унецьке міське поселення.

## Населення
| 2010 | 2013 |
| ---- | ---- |
| 137  | ↘128 |